# Jang Hee-jin
Jang Hee-jin (en hangul 장희진; 9 de mayo de 1983) es una actriz surcoreana.

## Biografía
En abril de 2019 se anunció que se encontraba en una relación con un empresario.

## Carrera
Comenzó su carrera como modelo para las revistas de moda CeCi, Marie Claire y Cindy the Perky. Ha participado en varias series de televisión y películas, incluyendo Myung-wol the Spy y Big.
En 2019 protagonizó la serie Babel, con el papel de un exactriz que lo pierde todo después de casarse con un hombre de familia rica.
En mayo de 2020 se anunció que se había unido al elenco de la serie The Flower of Evil (también conocida como "Flower of Evil").

## Filmografía

### Serie de televisión
| Año     | Título                                | Rol            | Red          | Notas                    | Ref.  |
| ------- | ------------------------------------- | -------------- | ------------ | ------------------------ | ----- |
| 2004    | Nonstop 5                             | Hee-jin        | MBC          |                          |       |
| 2004    | Land                                  | Yang-hyeon     | SBS          |                          |       |
| 2005    | Biscuit Teacher and Star Candy        | Oh Eun-byul    | SBS          |                          |       |
| 2005    | One Fine Day                          | Soon-young     | MBC          | MBC Best Theater         |       |
| 2005    | Camera Phone                          |                | SBS          | Banjun Drama             |       |
| 2005    | Masked Warrior                        |                | SBS          | Banjun Drama             |       |
| 2005    | Jung-min's Younger Brother, Kyung-min |                | SBS          | Banjun Drama             |       |
| 2005    | Unseen Love                           |                | SBS          | Banjun Drama             |       |
| 2007    | Que Sera Sera                         |                | MBC          |                          |       |
| 2008    | The Love Revenger - Miss Jo           | Jo Seon-ju     | KBS2         | Drama City               |       |
| 2008    | Our Happy Ending                      |                | MBC          |                          |       |
| 2008    | Seoul Warrior Story                   | So Chung-bi    | MBC Dramanet |                          |       |
| 2009    | Tae-hee, Hye-kyo, Ji-hyun             | Jang Hee-jin   | MBC          |                          |       |
| 2009    | Come with Me to Hell                  | Soo-jin        | KBS2         | 2009 Hometown of Legends |       |
| 2011    | My Mother and Her Guest               | Sun-hwa        | KBS1         | TV Literature            |       |
| 2011    | Myung-wol the Spy                     | Joo In-ah      | KBS2         |                          |       |
| 2011    | What's Up                             | Eun Chae-young | MBN          |                          |       |
| 2012    | Big                                   | Lee Se-young   | KBS2         |                          |       |
| 2012    | My Daughter Seo-young                 | Jung Sun-woo   | KBS2         |                          |       |
| 2013    | Thrice Married Woman                  | Lee Da-mi      | SBS          |                          |       |
| 2014    | The Three Female Runaways             | Yeo-jin        | KBS2         | Drama Special            |       |
| 2015    | The Scholar Who Walks the Night       | Soo-hyang      | MBC          |                          |       |
| 2015    | The Village: Achiara's Secret         | Kim Hye-jin    | SBS          |                          |       |
| 2016    | Mirror of the Witch                   | Queen Shim     | JTBC         |                          |       |
| 2016    | On the Way to the Airport             | Kim Hye-won    | KBS2         |                          |       |
| 2017    | Introverted Boss                      | Seo Yeon-jung  | tvN          |                          |       |
| 2017    | You Are Too Much                      | Jung Hae-dang  | MBC          |                          |       |
| 2018    | Such a Long Farewell                  | Jung Ina       | KBS          |                          | [ 8 ] |
| 2019    | Babel                                 | Han Jeong-won  | TV Chosun    |                          | [ 6 ] |
| 2020    | Flower of Evil                        | -              | tvN          |                          |       |
| 2021-22 | The Red Sleeve Cuff                   | Reina Jeongsun | MBC          |                          |       |
| 2023    | Pandora: Beneath the Paradise         | Go Hae-soo     | tvN          |                          | [ 9 ] |
| 2024    | Jeong-nyeon: The Star Is Born         | Hong-mae       | tvN          | Aparición especial       |       |

### Cine
| Año  | Título                   | Rol          |
| ---- | ------------------------ | ------------ |
| 2006 | APT                      | Yu-jeon      |
| 2006 | Marrying the Mafia III   | Ahn Ju-ri    |
| 2006 | Gangster High            | Jung Soo-hee |
| 2007 | Crazy Waiting            | Nam Bo-ram   |
| 2008 | Rough Cut                | Eun-seon     |
| 2011 | The Showdown             | Seo-hyun     |
| 2014 | Un monstruo en mi puerta | Eun-jung     |
| 2014 | Confession               | Ji-hyang     |

### Espectáculos de variedades
| Año  | Título                | Red    | Notas                   |
| ---- | --------------------- | ------ | ----------------------- |
| 2005 | X-Man                 | SBS    |                         |
| 2006 | Music Bank            | KBS2   |                         |
| 2010 | 연대기 - 100인의 전설 | KBS    |                         |
| 2010 | Hee-jin's Lovely      | Y-Star |                         |
| 2012 | The Duet              | MBN    |                         |
| 2016 | Law of the Jungle     | SBS    |                         |
| 2019 | Running Man           | SBS    | Ep. #445-446 - invitada |

### Teatro
| Año  | Título             | Personaje | Notas                                                                    |
| ---- | ------------------ | --------- | ------------------------------------------------------------------------ |
| 2021 | Intimate Strangers | -         | junto a Lee Si-eon, Yang Kyung-won, Im Chul-soo, Im Se-mi y Kim Seol-jin |

### Vídeos musicales
| Año  | Título                       | Artista        |
| ---- | ---------------------------- | -------------- |
| 2005 | "Another Side of Memory"     | Boohwal        |
| 2005 | "Prayer to Overcome Sadness" | Boohwal        |
| 2008 | "Obsession"                  | Moon Hee-joon  |
| 2010 | "Sad Music"                  | Brave Brothers |

## Discografía
| Año  | Título              | Artista               | álbum                  |
| ---- | ------------------- | --------------------- | ---------------------- |
| 2012 | "Sweet Imagination" | K.Will y Jang Hee-jin | The Duet 2nd Week (EP) |

## Premios
| Año  | Premio                      | Categoría                                              | Nominado trabajo  | Resultado |
| ---- | --------------------------- | ------------------------------------------------------ | ----------------- | --------- |
| 2010 | 2º Corea Joyería de Premios | Premio Esmeralda                                       | [NA]: {{{1}}}     | Ganadora  |
| 2017 | MBC Drama Awards            | Premio Excelencia, Actriz en un drama de fin de semana | Tú Eres Demasiado | Ganadora  |